# Piestopleura laticauda
Piestopleura laticauda är en stekelart som beskrevs av Szabó 1974. Piestopleura laticauda ingår i släktet Piestopleura och familjen gallmyggesteklar. Inga underarter finns listade i Catalogue of Life.